# Rejon kukmorski
Rejon kukmorski (ros. Кукморский райо́н, tatar. Кукмара районы) – rejon w należącej do Rosji autonomicznej republice Tatarstanu. 
Rejon leży w północnej części kraju; jego ośrodkiem administracyjnym jest miejscowość Kukmor. Rejon ma powierzchnię 1493 km²; zamieszkuje go 51 693 osób (wg danych na rok 2021). 